# Peribaea fissicornis
Peribaea fissicornis là một loài ruồi trong họ Tachinidae.